# コプフ (小惑星)
コプフ (1631 Kopff) は、小惑星帯に位置する小惑星。フィンランドの天文学者ユルィヨ・バイサラがフィンランド南部の町トゥルクで発見した。
数々の小惑星を発見したドイツの天文学者、アウグスト・コプフに因んで命名された。